# Bungamati
Bungamati es un pueblo ubicado en el distrito de Lalitpur, Nepal.

## Superficie
Cuenta con una superficie de 3,88 kilómetros cuadrados.

## Demografía
Datos hasta 2015
- Población: 13 190 habitantes.[1]
- Densidad de población: 3,399 habitantes por kilómetro cuadrado.[1]
- Población masculina: 6670 (50,6%).[1]
- Población femenina: 6520 (49,4%).[1]